# Inositol
|  | Manglende infoboks Nogle af informationerne i denne artikel kunne med fordel samles eller opsummeres i en infoboks, som det anbefales i stilmanualen. |

Inositol, eller mere præcist myo-inositol, er et carbocyklisk sukker, der findes i rigelige mængder i hjernen og andet pattedyrsvæv, hvor det medierer cellesignaltransduktion som respons til en række forskellige hormoner, neurotransmittere og vækstfaktorer og tager del i osmoregulering. Det er en sukkeralkohol med en sødme halvt så kraftig som sukrose (raffineret sukker). Det produceres naturligt i mennesker fra glukose. Et menneskes nyre producerer omkring to gram om dagen. Andet væv kan også syntetisere det, og og den højeste koncentration er i hjernen hvor det spiller en vigtig rolle ved at fremstille andre neurotransmittere, og nogle steroidhormoner bindes til deres receptorer. Inositol promoveres som et kosttilskud til håndtering af polycystisk ovariesyndrom (PCOS). Der er dog kun evidens af meget lav kvalitet for dets evne til at øge fertilitet hos kvinder med PCOS.